# Dogwood
Dogwood är en kollektiv benämning för olika rödaktiga eller ljusbruna träslag, som främst används för snickeriändamål. Från Australien kommer under denna beteckning virke av Eucalyptus, samt från några andra mera okända trädarter.
Från Amerika och Västindien kommer under samma benämning flera olika virkessorter av vilka särskilt en, blomsterkornell, har använts för tillverkning av vävskyttlar, och är veden från arten Cornus florida.
Under beteckningen dogwood går även virke från Persimmonträdet.